# Intransitivt verb
Ett intransitivt verb är inom grammatik ett verb som inte kan ha något objekt.
Exempel på fras med markerade intransitiva verb i svenskan:
- Nu är det dags att somna.

Försöker man lägga in ett objekt med ett intransitivt verb blir det genast fel. Man kan jämföra verben "lägga" och "ligga".
- Hönan lägger ett ägg.
- Hönan ligger —

I första fallet går det bra med ett objekt, medan det i andra fallet är omöjligt eftersom "ligga" är ett intransitivt verb.